# 马来西亚红土坎直升机相撞事件
2024年4月23日，隶属于马来西亚皇家海军的一架阿古斯塔韦斯特兰AW139直升机和一架歐直耳廓狐直升機在马来西亚霹雳州曼绒县红土坎进行海军日庆典活动的演练过程中相撞，造成两机共10人死亡，当中包括3名女性。

## 涉事飞机
阿古斯塔韦斯特兰AW139直升机是李奧納多公司子公司阿古斯特維斯特蘭生產的中型直升機，最多可載15人。歐直耳廓狐直升機是歐洲直升機公司（現名空中巴士直升機公司）生產的小型直升機，最多可載4人。

## 事发经过
進行海軍成立90週年慶典活動的演練中，其中一架直升機撞到另一架直升機的旋翼，導致兩架直升機失控並在紅土坎海軍基地內墜毀。AW139直升機墜毀於樓梯附近、耳廓狐直升機墜毀於泳池附近。兩架直升機機身完全受損。

## 遇难者名单
据大马皇家海军总部文告指出，事件造成10人罹难，其中7人属于HOM M503-3型直升机机组，其余3人属于Fennec M502-6型直升机机组，名单如下：
HOM M503-3型直升机人员：
1. 慕哈末菲道斯中校（Muhammad Firdaus bin Ramli，第503中队队长）
2. 万礼兆丁卡玛（Wan Rezaudeen Kamal bin Wan Zainal Abidin）少校
3. 莫哈末阿米鲁法利斯（Mohammad Amirulfaris bin Mohamad Marzukhi）少校
4. 慕哈末法依苏（Muhammad Faisol bin Tamadun）二级准尉
5. 诺法拉希米（Noorfarahimi binti Mohd Saedy）二级准尉（乘员）
6. 诺拉希扎（Noor Rahiza binti Anuar）中士（乘员）
7. 乔安娜菲利西亚（Joanna Felicia anak Rohna）一等水兵（乘员）

Fennec M502-6型直升机人员：
1. 慕哈末阿米尔中校（Muhamad Amir bin Mohamad，第502中队队长）
2. 西瓦苏丹（Sivasutan a/l Thanjappan）上尉
3. 莫哈末沙里占（Mohd Shahrizan bin Mohd Termizi）二级准尉

## 事故调查
首相安華宣佈马来西亚皇家海军與马来西亚国防部將開始調查這次事故。
调查报告于2024年5月30日發布，主要原因為欧直耳廓狐直升机的飛行員偏離原定航線，由於這架直升機沒有配備黑匣子，調查人員使用飛行模擬器來還原事發經過。而次要原因可能是由於阿古斯塔韦斯特兰AW139直升机的飛行員過於專注於演習而未能發現及時偏離路線的欧直耳廓狐直升机導致發生空中相撞。

## 后续反应
總理安華（Anwar bin Ibrahim）稱這起事故是國家的損失，並向罹難者家屬表示哀悼；他也表示，馬來西亞皇家海軍和國防部將會對此起事故進行調查。國防部長卡立諾丁（Mohamed Khaled bin Haji Nordin）宣布取消原定于周六举行的海事庆典，改为祈祷仪式；他也表示，罹難者的遺體將會被送往怡保的一家醫院，然後根據家屬的意願進行埋葬，當局將會支付喪葬費用，並探討向受害者家屬提供賠償和福利。